# كارلوس بايس
كارلوس بايس (بالإسبانية: Carlos Paez)‏ (29 مايو 1978 بتيغوسيغالبا في هندوراس - ) هو مدرب كرة قدم ولاعب كرة قدم هندوراسي في مركز الوسط، شارك في الألعاب الأولمبية الصيفية 2000. وشارك مع منتخب هندوراس لكرة القدم. أما مع النوادي، فقد لعب مع نادي موتاجوا ‏ ونادي ديبورتيفو أوليمبيا وReal Maya ‏ وC.D. Real Juventud ‏.

## وصلات خارجية
- كارلوس بايس على موقع الاتحاد الدولي (مؤرشف)  (الإنجليزية)
- كارلوس بايس على موقع قاعدة بيانات كرة القدم.إي يو (الإنجليزية)
- كارلوس بايس على موقع ناشيونال فوتبول تيمز (الإنجليزية)
- كارلوس بايس على موقع عالم كرة القدم.نت (الإنجليزية)
- كارلوس بايس على موقع أوليمبيديا (الإنجليزية)